# Albert (imię)
Albertⓘ – imię męskie pochodzenia germańskiego. Wywodzi się od słów oznaczających adal (ród szlachecki) i beraht (jasny, błyszczący), oznaczało „pochodzącego ze szlachetnego rodu”. Jest zredukowaną formą staroniemieckiego imienia Athalbraht (pol. Adalbert). Alternatywną wersją Alberta jest Olbracht – por. Jan I Olbracht, król Polski.
Albert imieniny obchodzi: 8 stycznia, 25 stycznia, 18 lutego, 11 maja, 17 czerwca, 7 sierpnia, 24 sierpnia, 5 września, 14 września, 15 listopada, 21 listopada, 24 listopada.

## Odpowiedniki w innych językach
- esperanto: Alberto[1]

## Znane osoby noszące imię Albert
- Albert Wielki – święty Kościoła katolickiego, doktor Kościoła, dominikanin
- Albert I – król Belgów
- Albert II – król Belgów
- Albrecht V Bawarski (1528–1579) – książę Bawarii w latach 1550–1579
- Albert Camus – francuski pisarz
- Albert Einstein – noblista, fizyk i matematyk
- Alberto Fujimori – peruwiański polityk
- Al Gore – amerykański polityk
- Albert Gorzkowski – polonista
- Albert-Marie Guérisse – belgijski lekarz, przywódca francuskiego ruchu oporu
- Albert Hofmann – szwajcarski chemik
- Albert Lebrun – francuski polityk, prezydent
- Albert John Luthuli – południowoafrykański polityk
- Alberto Ohaco (1889–1950) –  argentyński piłkarz
- Albert Paulsen – amerykański aktor
- Albert Schweitzer – niemiecki teolog, filozof, lekarz
- Albert Sosnowski – polski bokser
- Albert Speer – niemiecki architekt, nazista
- Albert Uderzo – francuski rysownik
- Albert Üksip –  estoński aktor i botanik
- Albert Willimsky – niemiecki ksiądz katolicki, przeciwnik narodowego socjalizmu, aresztowany za obronę polskich robotników przymusowych z okolic Szczecina, który zginął w KL Sachsenhausen
- święty brat Albert – powstaniec, artysta-malarz, brat ubogich, założyciel 2 zakonów: albertynów i albertynek